# Govedina legendarno
Govedina legendarno (COBISS) je drama Milana Jesiha, izšla je leta 2006 v publikaciji  Literatura.

## Vsebina
Drama je izpeljanka znane otroške zgodbe o bikcu Ferdinandu. Vsebina je dokaj preprosta. Trije bratje, mladi močni biki s podeželja, željni slave, se pripravljajo na bikoborbe z matadorjem. Četrti brat Ferdinand pa se ves zasanjan sprehaja, opazuje naravo, duha cvetje. Mati Cika pravi, da je za slavo imun.
V vas prideta dva polgospoda oziroma menedžerja Cilinder in Melona, da bi izbrala močne bike za boje. Skupaj z županom sklepajo posle in se pregovarjajo, kako si bodo delili dobiček. Ferdinand se kvalifikacij ne namerava udeležiti, a ga pičijo čebele, ki so ga zamenjale z medvedom. Ferdinand ponori, pokaže vso svojo jezo, obnaša se kot divjak, in tako dobi vstopnico za tekmovanje, čeprav si tega ne želi. Menedžerja in župan so navdušeni, saj računajo, da bo Ferdinand postal legenda, s tem pa jim bo prinesel večji zaslužek. Bratje pa so ljubosumni, saj jim Ferdinand ukrade vso slavo.
Na dan bikoborb bratje junaško padejo, Ferdinand pa bojevanje odklanja. V boj ga prisilijo piki sršenov, ki mu jih nastavita menedžerja. Od divjanja omaga, pred smrtjo pa ga reši oznanilo, da ga ne bodo ubili, temveč bo skrbel za razplod junaških bikov v prihodnosti.